# Bert Bertram
Pour les articles homonymes, voir Bertram.
Bert Bertram est un  entomologiste australien, né en 1895 à Melbourne et mort le 20 juillet 1928 à Albury, Nouvelle-Galles du Sud.
Il est, au moment de sa mort, inspecteur sanitaire à Lane Cove, Sydney. Il constitue une collection d'insectes aujourd’hui conservée à l'Australian Museum.

## Source
- Anthony Musgrave (1932). Bibliography of Australian Entomology, 1775-1930, with biographical notes on authors and collectors, Royal Zoological Society of New South Wales (Sydney) : viii + 380.